# Allochernes masi
Espèce
Synonymes
- Chelifer masi Navás, 1923
- Allochernes barrosi Vachon, 1940

Allochernes masi est une espèce de pseudoscorpions de la famille des Chernetidae.

## Distribution
Cette espèce se rencontre en Espagne, au Portugal, en Italie et en Israël.

## Description
L'holotype mesure 2,4 mm.

## Étymologie
Cette espèce est nommée en l'honneur de Josep Maria Mas de Xaxars i Palet (1881-1946).

## Publication originale
- Navás, 1923 : Excursions entomològiques de l'Istiu de 1922. Arxius de l'Institut de Ciències (Barcelona), vol. 8, p. 1-34 (texte intégral) (ca).